# Международная математическая олимпиада

Логотип олимпиады

Международная математическая олимпиада (ММО, англ. IMO, International Mathematical Olympiad) — ежегодная математическая олимпиада для школьников, старейшая из международных предметных олимпиад.
Первая ММО была проведена в 1959 году в Румынии. С тех пор она проводится каждый год (единственным исключением был 1980 год, когда она не состоялась). Первоначально в Олимпиаде участвовали только школьники из стран СЭВ, но скоро география расширилась. В 2017 году число стран-участниц достигло 111. С 1959 по 2021 год в ММО было зарегистрировано 136 стран.
Каждую страну представляет команда, состоящая не более чем из шести (первоначально — восьми) участников, руководителя и научного руководителя. Официально ММО — личное первенство. Участники должны быть не старше 20 лет и должны учиться на получение аттестата зрелости или его эквивалента. Языки IMO — английский, французский, немецкий, русский и испанский.
Участникам предлагается решить 6 задач (по три задачи в день, в течение двух дней подряд), каждая из которых оценивается в 7 баллов, так что возможный максимум — 42 балла. 1-я и 4-я задачи классифицируются как лёгкие, 2-я и 5-я — как средние, 3-я и 6-я — как тяжёлые. Например, на ММО-2007 третью и шестую задачи решили по 5 человек из нескольких сотен лучших в своих странах молодых математиков.
Олимпиадные задачи выбираются из разных областей школьной математики, главным образом из геометрии, теории чисел, алгебры и комбинаторики.
Они не требуют обязательных знаний высшей математики и при выборе задач для Олимпиады отдается предпочтение задачам с простым условием, понятным неподготовленному ученику. Для нахождения решения, особенно для нахождения короткого решения могут потребоваться знания далеко за пределами обязательной школьной программы.
Например, задача 6 за 2007 год почти в один ход решается при помощи комбинаторной теоремы о нулях.
Задачи Международных математических олимпиад и их решения публикуются, например, в журнале «Квант».

## Прошедшие олимпиады
- 1 ММО — Брашов и Бухарест, Румыния, 1959.
- 2 ММО — Синая, Румыния, 1960.
- 3 ММО — Веспрем, Венгрия, 1961.
- 4 ММО — Ческе-Будеёвице, Чехословакия, 1962.
- 5 ММО — Варшава и Вроцлав, Польша, 1963.
- 6 ММО — Москва, СССР, 1964.
- 7 ММО — Берлин, ГДР, 1965.
- 8 ММО — София, Болгария, 1966.
- 9 ММО — Цетинье, Югославия, 1967.
- 10 ММО — Москва, СССР, 1968.
- 11 ММО — Бухарест, Румыния, 1969.
- 12 ММО — Кестхей, Венгрия, 1970.
- 13 ММО — Жилина, Чехословакия, 1971.
- 14 ММО — Торунь, Польша, 1972.
- 15 ММО — Москва, СССР, 1973.
- 16 ММО — Эрфурт и Берлин, ГДР, 1974.
- 17 ММО — Бургас и София, Болгария, 1975.
- 18 ММО — Лиенц, Австрия, 1976.
- 19 ММО — Белград, Югославия, 1977.
- 20 ММО — Бухарест, Румыния, 1978.
- 21 ММО — Лондон, Великобритания, 1979.
- (ММО-1980 в Монголии не была проведена)
- 22 ММО — Вашингтон, США, 1981.
- 23 ММО — Будапешт, Венгрия, 1982.
- 24 ММО — Париж, Франция, 1983.
- 25 ММО — Прага, Чехословакия, 1984.
- 26 ММО — Йоутса, Финляндия, 1985.
- 27 ММО — Варшава, Польша, 1986.
- 28 ММО — Гавана, Куба, 1987.
- 29 ММО — Канберра, Австралия, 1988.
- 30 ММО — Брауншвейг, ФРГ, 1989.
- 31 ММО — Пекин, КНР, 1990.
- 32 ММО — Сигтуна, Швеция, 1991.
- 33 ММО — Москва, Россия, 1992.
- 34 ММО — Стамбул, Турция, 1993.
- 35 ММО — Гонконг, 1994.
- 36 ММО — Торонто, Канада, 1995.
- 37 ММО — Мумбаи, Индия, 1996.
- 38 ММО — Мар-дель-Плата, Аргентина, 1997.
- 39 ММО — Тайбэй, Китайская Республика, 1998.
- 40 ММО — Бухарест, Румыния, 1999.
- 41 ММО — Тэджон, Южная Корея, 2000.
- 42 ММО — Вашингтон, США, 2001.
- 43 ММО — Глазго, Великобритания, 2002.
- 44 ММО — Токио, Япония, 2003.
- 45 ММО — Афины, Греция, 2004.
- 46 ММО — Мерида, Мексика, 2005.
- 47 ММО — Любляна, Словения, 6—18 июля 2006.
- 48 ММО — Ханой, Вьетнам, 18—30 июля 2007.
- 49 ММО — Мадрид, Испания, 10—22 июля 2008.
- 50 ММО — Бремен, Германия, 10—22 июля 2009.
- 51 ММО — Астана, Казахстан, 6—12 июля 2010.
- 52 ММО — Амстердам, Нидерланды, 12—24 июля 2011.
- 53 ММО — Мар-дель-Плата, Аргентина, 4—16 июля 2012.
- 54 ММО — Санта-Марта, Колумбия, 21—28 июля 2013.
- 55 ММО — Кейптаун, ЮАР, 3—13 июля 2014.
- 56 ММО — Чиангмай, Таиланд, 4—16 июля 2015.
- 57 ММО — Гонконг, 6—16 июля 2016.
- 58 ММО — Рио-де-Жанейро, Бразилия, 12—23 июля 2017.
- 59 ММО — Клуж-Напока, Румыния, 3-14 июля 2018.
- 60 ММО — Бат, Великобритания, 11-22 июля 2019.
- 61 ММО — Санкт-Петербург, Россия (дистанционно), 19-28 сентября 2020.
- 62 ММО — Санкт-Петербург, Россия (дистанционно), 14-24 июля 2021, планировалась в Вашингтоне, США.
- 63 ММО — Осло, Норвегия, 6-16 июля 2022.
- 64 ММО — Тиба, Япония, 2-13 июля 2023.
- 65 ММО — Бат, Великобритания, 11-22 июля 2024.
- 66 ММО — Саншайн-Кост,Австралия, 10-20 июля 2025 [27]

## Будущие олимпиады
- 67 ММО — пройдёт в Шанхае, КНР, в 2026 году.
- 68 ММО — пройдёт в Венгрии, в 2027 году.
- 69 ММО — пройдёт в Саудовская Аравия, в 2028 году.

## Дисквалификации
За всю историю олимпиады было два случая дисквалификации. В обоих случаях была дисквалифицирована команда КНДР — на 32-й Олимпиаде в 1991 году и на 51-й в 2010. [17]

## Сильнейшие команды
Одними из самых сильных команд ММО являются команды КНР, США, Южной Кореи и России. Ниже представлен список победителей в неофициальном зачете по странам за последние годы (в скобках указано суммарное количество набранных участниками баллов, 252 балла — абсолютный максимум):
| Год  | Первое место          | Второе место      | Третье место      |
| ---- | --------------------- | ----------------- | ----------------- |
| 2025 | Китай (231)           | США (216)         | -                 |
| 2023 | Китай (240)           | США (222)         | Южная Корея (215) |
| 2022 | Китай (252)           | Южная Корея (208) | США (207)         |
| 2021 | Китай (208)           | Россия (183)      | Южная Корея (172) |
| 2020 | Китай (215)           | Россия (185)      | США (183)         |
| 2019 | Китай (227) США (227) | —                 | Южная Корея (226) |
| 2018 | США (212)             | Россия (201)      | Китай (199)       |
| 2017 | Южная Корея (170)     | Китай (159)       | Вьетнам (155)     |
| 2016 | США (214)             | Южная Корея (207) | Китай (204)       |
| 2015 | США (185)             | Китай (181)       | Южная Корея (156) |
| 2014 | Китай (201)           | США (193)         | Тайвань (192)     |
| 2013 | Китай (208)           | Южная Корея (204) | США (190)         |
| 2012 | Южная Корея (209)     | Китай (195)       | США (194)         |

### Россия
С 2011 года Россия начала терять позиции в медальном рейтинге и ушла из тройки лидеров. В 2011 году Россия заняла 4 место, в 2015 году — 8 место в командном зачете и 21-е в олимпийском медальном зачете, оказавшись между Ираном и Сингапуром, в 2016 году 7—8 место в общекомандном зачете, в 2017 году 11 место по рейтингу и 14 место по общемедальному зачету с результатом примерно на уровне Грузии и Греции. Однако в 2018 году Россия вернулась в тройку лидеров, заняв второе место по рейтингу, уступив только сборной США.
Начиная с 2022 года россияне не имеют права участвовать под российским флагом, и их результаты не учитываются в командном зачете. Кроме того, россияне не приглашаются для участия в олимпиаде лично, но могут принимать участие удаленно. Такие меры были приняты в ответ на вторжение РФ на Украину.